# Lepechinia salviae
Lepechinia salviae là một loài thực vật có hoa trong họ Hoa môi. Loài này được (Lindl.) Epling mô tả khoa học đầu tiên năm 1935.